# 曼達拉山脈

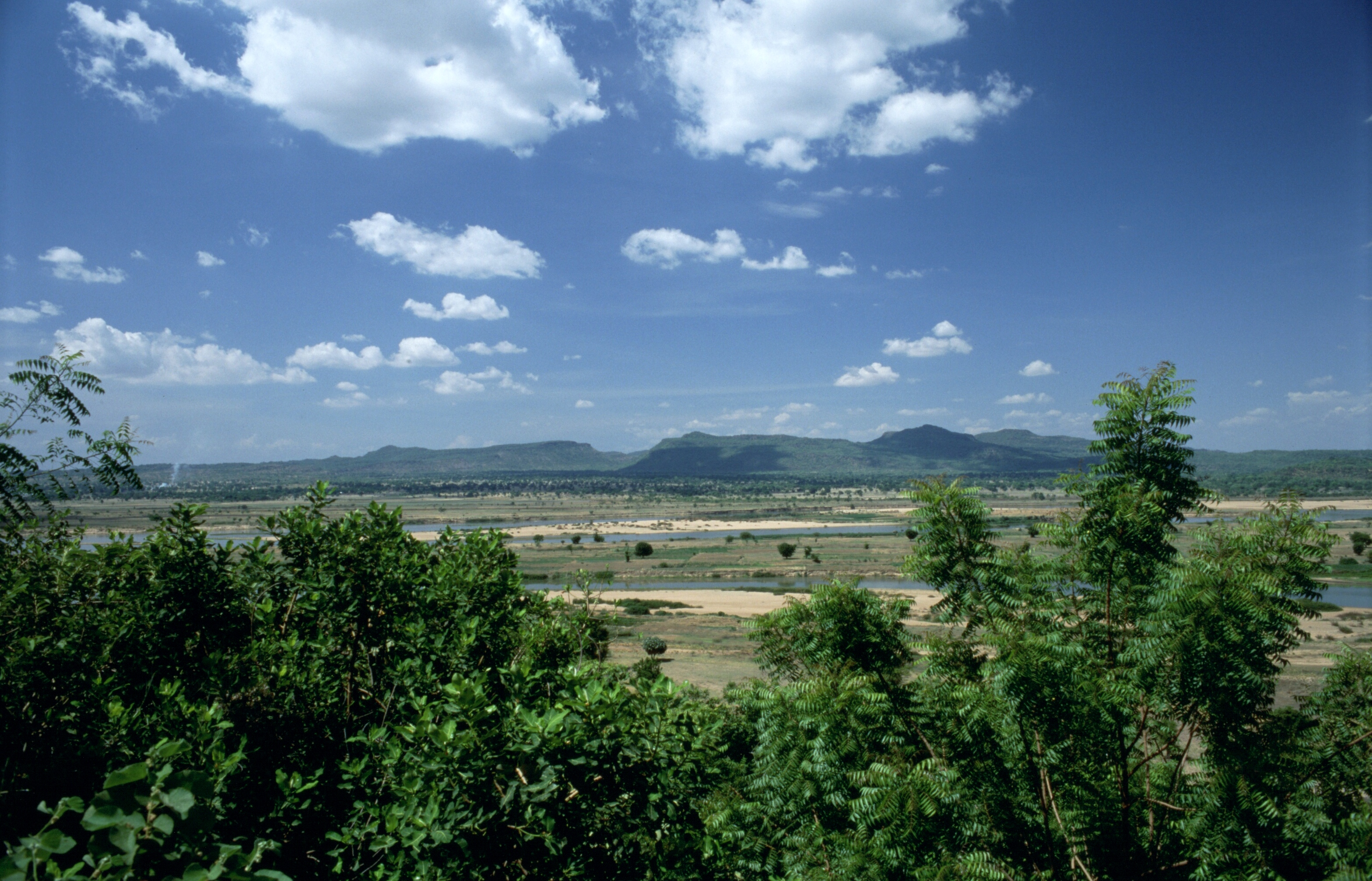
曼達拉山脈

曼達拉山脈是非洲西北部由火山組成的山脈，從貝努埃河（9°18′N 12°48′E / 9.300°N 12.800°E）沿著喀麥隆和尼日利亞的邊界一直向北伸延200公里至馬魯阿西北面（11°0′N 13°54′E / 11.000°N 13.900°E），最高點1,494米（10°53′N 13°47′E / 10.883°N 13.783°E），山脈地區人口稠密。

## 外部連結
- http://www.mandaras.info/ （页面存档备份，存于）